# Raja inornata
Raja inornata és una espècie de peix de la família dels raids i de l'ordre dels raïformes.

## Morfologia
- Els mascles poden assolir 76 cm de longitud total.[5][6]

## Reproducció
És ovípar i els ous tenen com a banyes a la closca.

## Hàbitat
És un peix marí, de clima temperat (49°N-23°N) i demersal que viu entre 18–671 m de fondària.

## Distribució geogràfica
Es troba a l'oceà Pacífic oriental: des de l'Estret de Juan de Fuca (Canadà) fins a la Baixa Califòrnia (Mèxic).

## Observacions
És inofensiu per als humans.